# 뺑파
마당놀이 《뺑파》는 '심청전' 중 심봉사를 유혹해 재산을 가로채 달아나는 인물로 나오는 '뺑덕어멈'을 모티브로 현대적으로 재해석한 작품이다. 2018 추석 공연 마당놀이 《뺑파》는 연극 《세 자매》로 제41회 동아연극상 연출상, 작품상을 동시에 수상한 전훈 감독, 뮤지컬 《라디오스타》로 제2회 더 뮤지컬 어워즈 작곡상을 수상한 허수현 음악감독이 참여했다. 황봉사 역을 맡은 심형래, 심봉사 역을 맡은 최주봉, 뺑파 역을 맡은 방미에 이어 뮤지컬 《지붕위의 바이올린》으로 제3회 더 뮤지컬 어워즈 남우주연상을 수상한 탤런트 김진태는 해설자 역을 맡았고, 노래 《일어나》로 제24회 대한민국 문화연예대상 신인가수상을 수상한 뮤지컬 배우 겸 가수 김유나는 심청 역을 맡았다.

## 출연
- 심형래: 황봉사 역
- 최주봉: 심봉사 역
- 방미: 뺑파 역
- 김진태: 해설자 역
- 김유나: 심청 역
- 하태웅, 안소예, 황성빈, 이나래, 강다희, 구명훈, 김슬기, 김유미, 김정민, 김준서, 남민희, 박민지, 배혜진, 손유화, 최수진, 최승언, 육다은, 육심환, 이상민, 임지

## 제작
- 작: 김태수
- 구성, 연출: 전훈
- 음악: 허수현
- 안무: 서병구
- 의상: 정윤아
- 무대: 박재범
- 무대감독: 서승진
- 음악조감독: 이혜수
- 보컬감독: 정재완
- 안무조감독: 임지영, 김정민
- 프로덕션 매니저: 도기은
- 조연출: 권대현

## 상연 기록
- 서울 : 2018년 9월24일 초연, 연속 상연 횟수 17회